# تپه گورستان قهره‌مانلو
تپه قبرستان قهره مانلو مربوط به عصر آهن است و در شهرستان گرمی، بخش مرکزی، دهستان اجارود مرکزی، روستای قهره مانلو واقع شده و این اثر در تاریخ ۱۲ شهریور ۱۳۸۶ با شمارهٔ ثبت ۱۹۳۹۹ به‌عنوان یکی از آثار ملی ایران به ثبت رسیده است.